# 三菱・コルディア
コルディア（Cordia ）は、三菱自動車工業で製造されたクーペ型の小型乗用車である。

## 概要
同時発表された4ドアノッチバックセダンのトレディアと同じくミラージュをベースに作られており、4速MT車のトランスアクスルにはスーパーシフトも搭載されていた。ベースとなったミラージュが実用的な2ボックススタイルのハッチバックだったのに対し（他に4ドアセダンもあった）、コルディアはファストバックスタイルを採用し、スペシャルティカラーの強いハッチバッククーペだった。
カープラザ店ではコルディアXP（PlazaのP）として、ギャラン店ではコルディアXG（GalantのG）として販売されるも、販売から僅か1年5ヶ月でコルディアに統一された。XP、XG共にフロントマスクが異なり、XPはグリルレス風のデザインとなっていた。

## 歴史
- 1981年 - 第24回東京モーターショーで参考出品。ショーモデルはXPであった。
- 1982年2月 - 三菱・ランサーセレステの後継車として発売。同時に姉妹車で4ドアノッチバックセダンのトレディアも発売。エンジンは全て直4SOHCキャブレター仕様のガソリンエンジンで、1,800ccはG62B、1,600ccはG32B（T/C付き）とG32Bの3種類11類別。ターボ車は副変速機スーパーシフト付きの4速MTのみで、他のグレードでは3速ATも選択できた。1600GSR-Sに世界初の液晶式デジタルメーターを採用。発売当初のポスターには、長岡秀星による「2001年から来たスペースクーペ」というタイトルのイラストレーションが使用された。
- 1983年7月 - マイナーチェンジ。ターボモデルのエンジンがECI化された1,800ccのG62Bに換装された。愛称はエレクトロジェットターボで、ボンネットのエアスクープは消滅した。この時サブネームのXG、XPが取れ車名が単にコルディアとなる。フロントマスクはXGの流れを汲むものに統合された。
- 1984年10月 - パートタイム4WD1,800ccターボを追加し、FFと1,600ccを廃止する。
- 1987年12月 - 生産終了。以後は在庫のみの対応となる。
- 1988年1月 - 昨年10月に発売された3代目ミラージュ3ドアHBに統合される形で国内での販売を終了。
- 1990年 - 国外での販売を終了。実質的な後継は「エクリプス」。同時に、コルディアの名称は一代限りで消滅した。

### 輸出仕様
コルディアはトレディアと共に北米やオーストラリアなどにも輸出が行われた。エンジンは国内仕様と同じ排気量のキャブレターとECIターボが展開され、キャブレターのみながらも2,000ccのG63Bも選択できた。G62Bターボは1985年までは国内仕様のTC-05よりも1サイズ大きなTC-06タービンが用いられており、過給圧もかなり高めに設定されていた。コルディアは日本国内では販売面で振るわなかったが、日本国外ではパートタイム4WDのハイパワーターボ車という側面でそこそこの評価を得ており、南アフリカでは1990年まで販売されていた記録が残る。

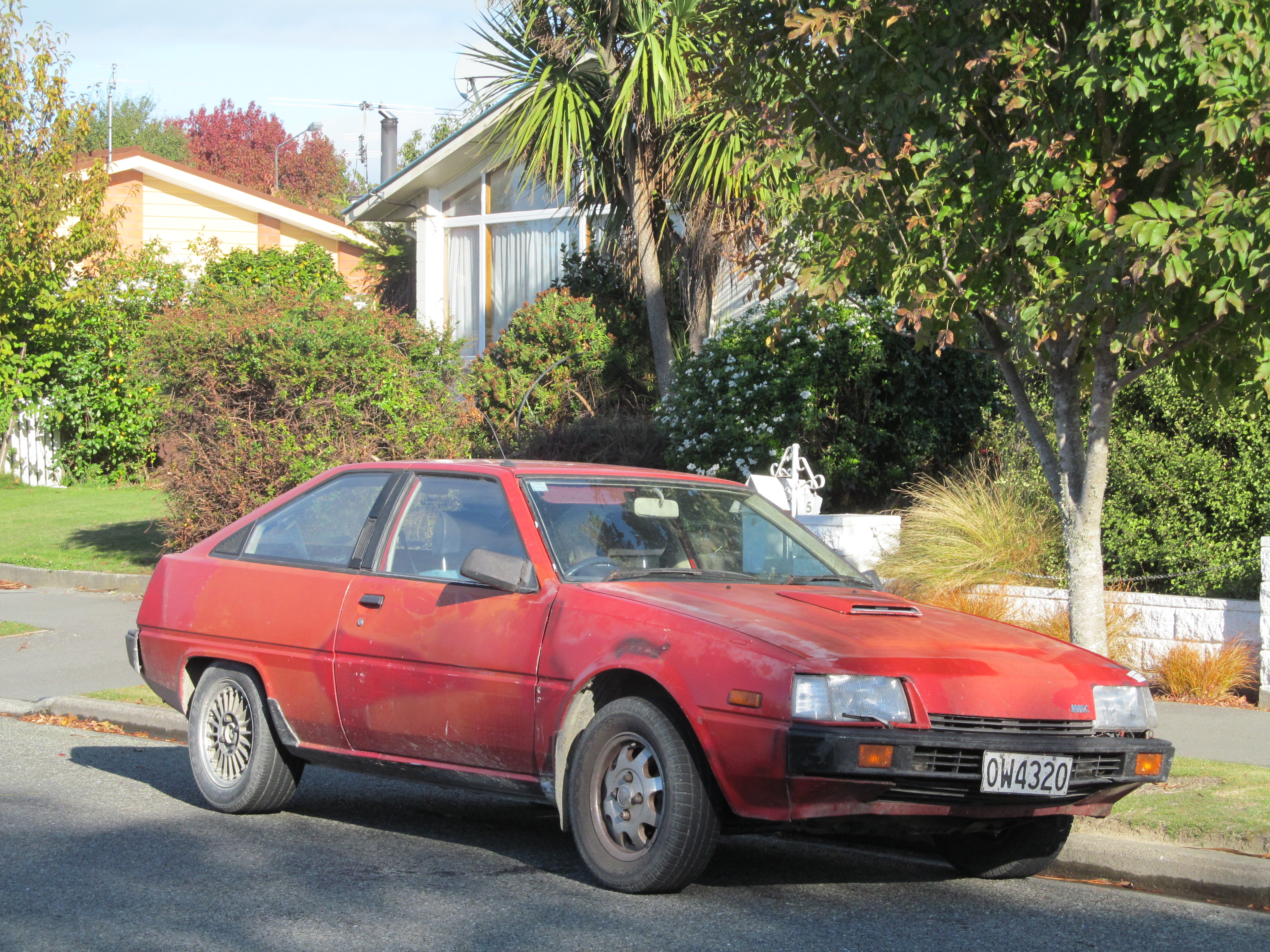
前期型
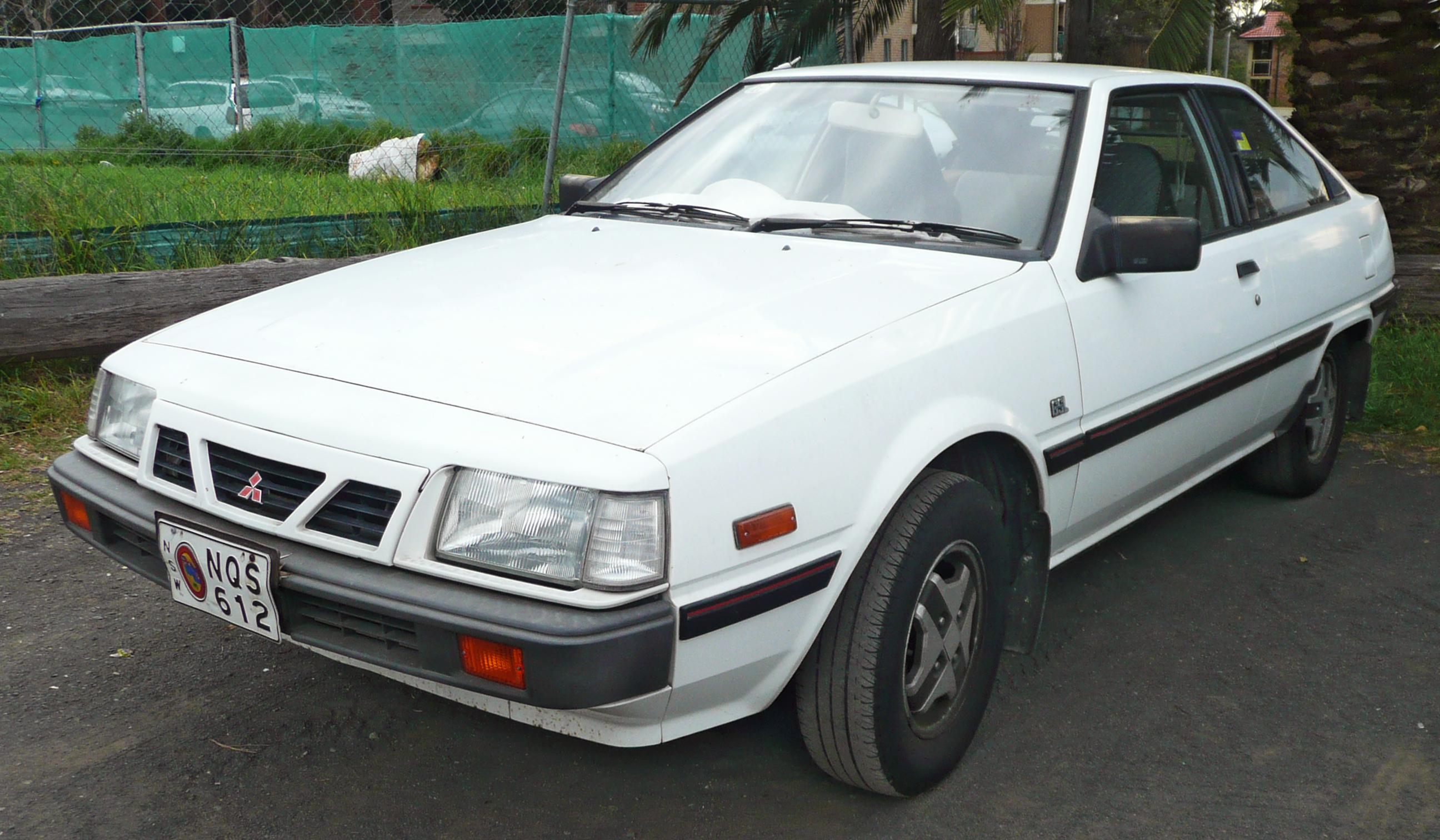
後期型
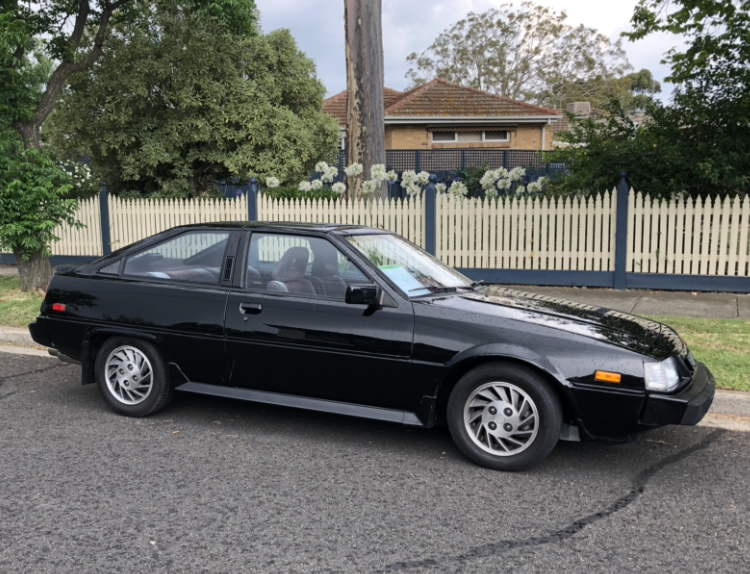
後期型（北米仕様）

## ギャラリー

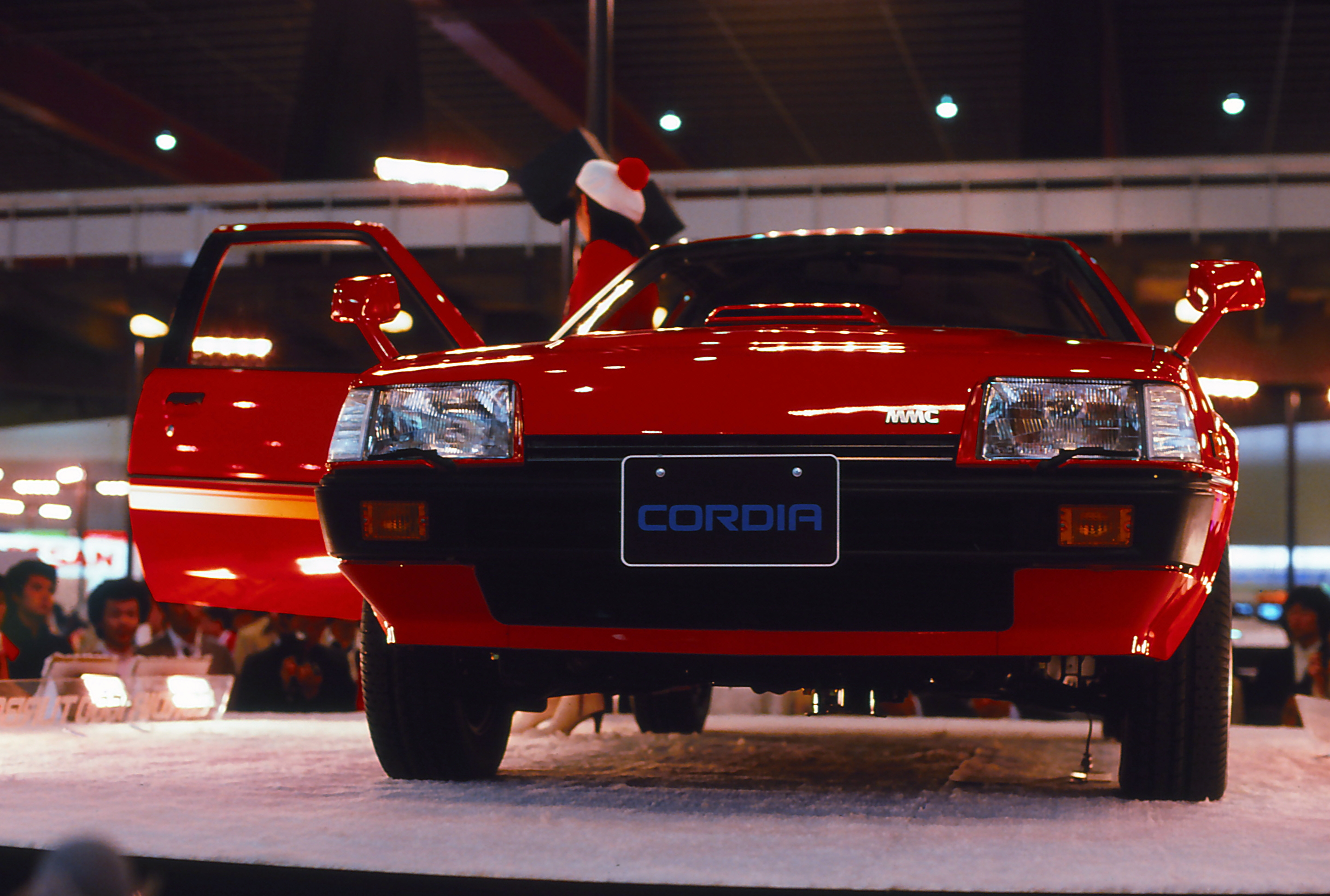
東京モーターショー1981参考出品車
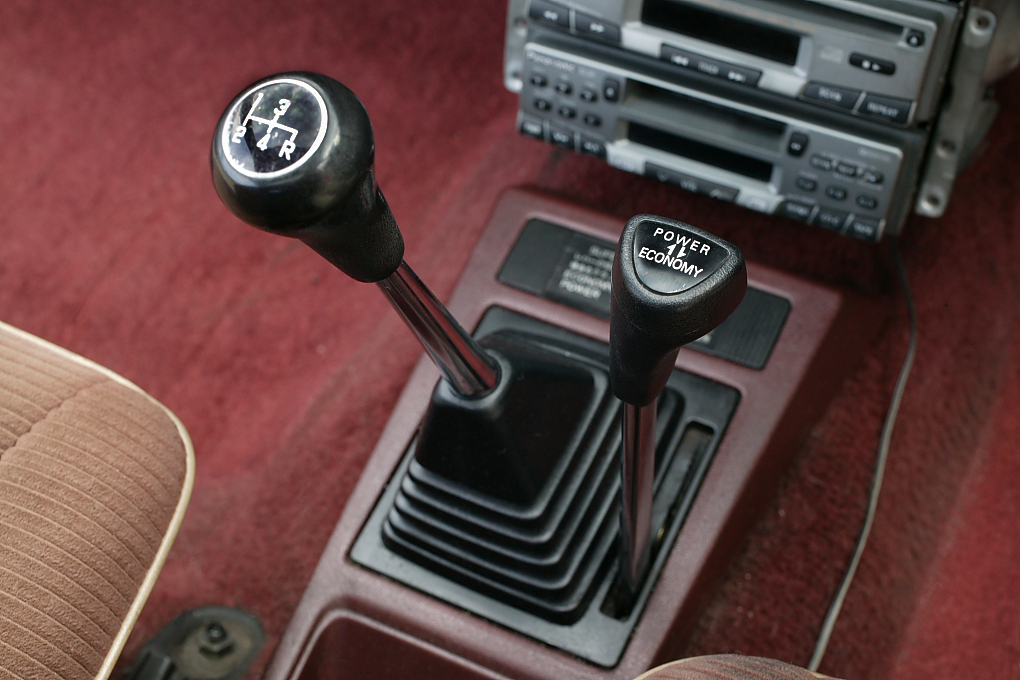
スーパーシフト4×2
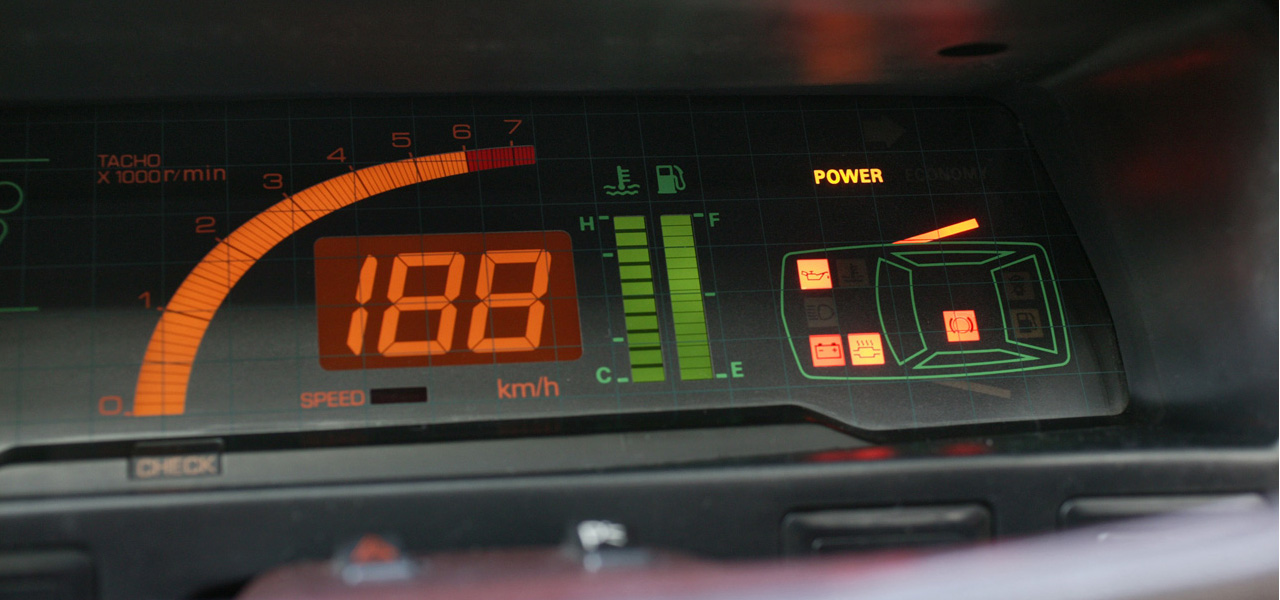
デジタルメーター

## 車名の由来
- 「輝く、軽快な」という意味のCORUSCATEと、三菱グループのスリーダイヤに由来するダイヤモンドの合成語。